# Tristira triptera
Tristira triptera är en kinesträdsväxtart som beskrevs av Ludwig Radlkofer. Tristira triptera ingår som enda art i släktet Tristira och familjen kinesträdsväxter. Inga underarter finns listade i Catalogue of Life.